# Bertha (tuneladora)
A Bertha é uma tuneladora construída no Japão pela empresa Hitachi Zosen para o consórcio Seattle Tunnel Partners (Dragados USA; Tutor Perini Corporation) para ser usada na obra da State Route 99 Tunnel (SR 99) do Departamento de Transporte do Estado de Washington (WSDOT) de Seattle - Washington.
A Bertha é considerada pelo Guinness World Records de 2019 a maior tuneladora do mundo.

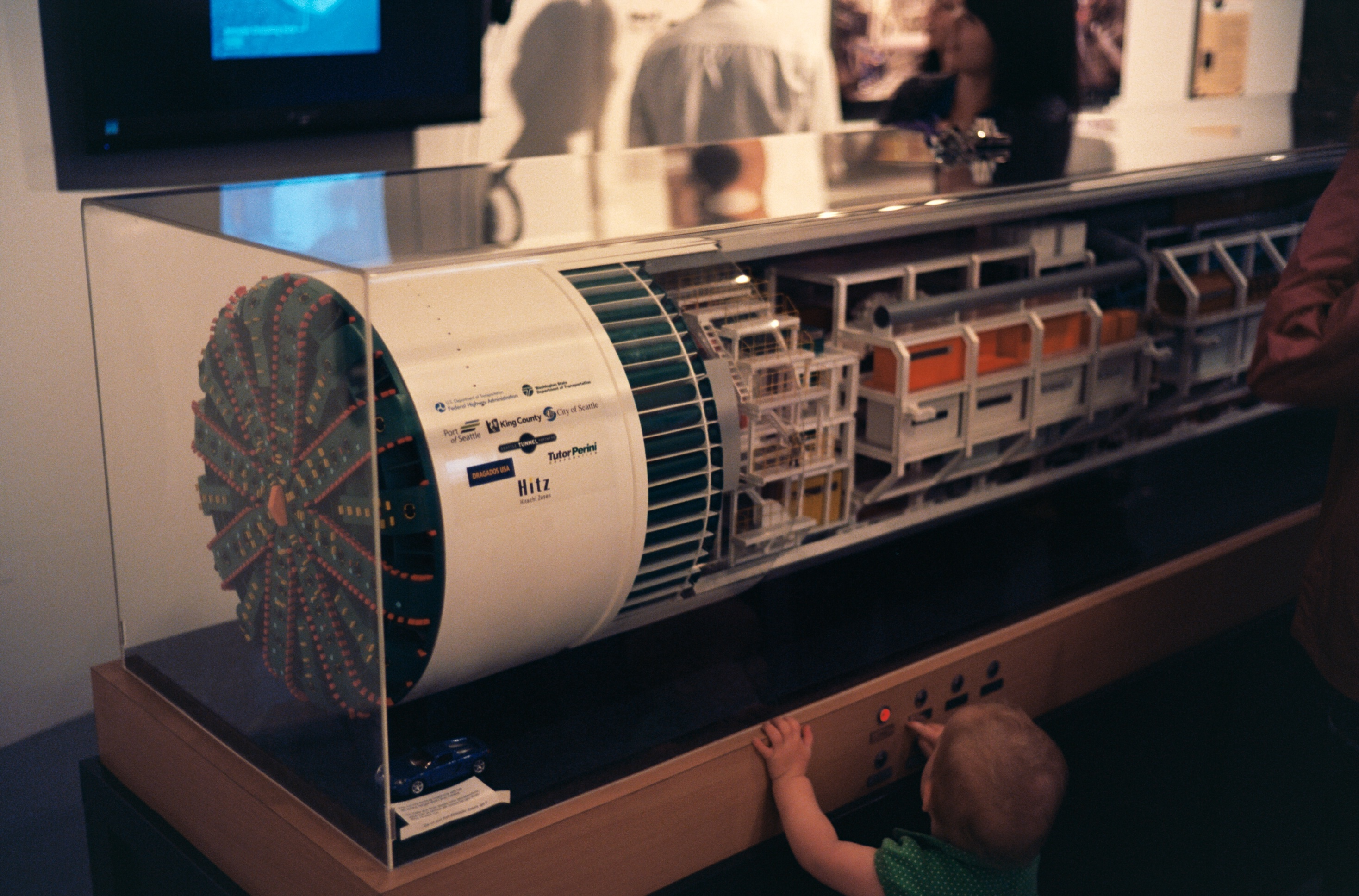
Modelo da Bertha em Seattle c.  setembro de 2012
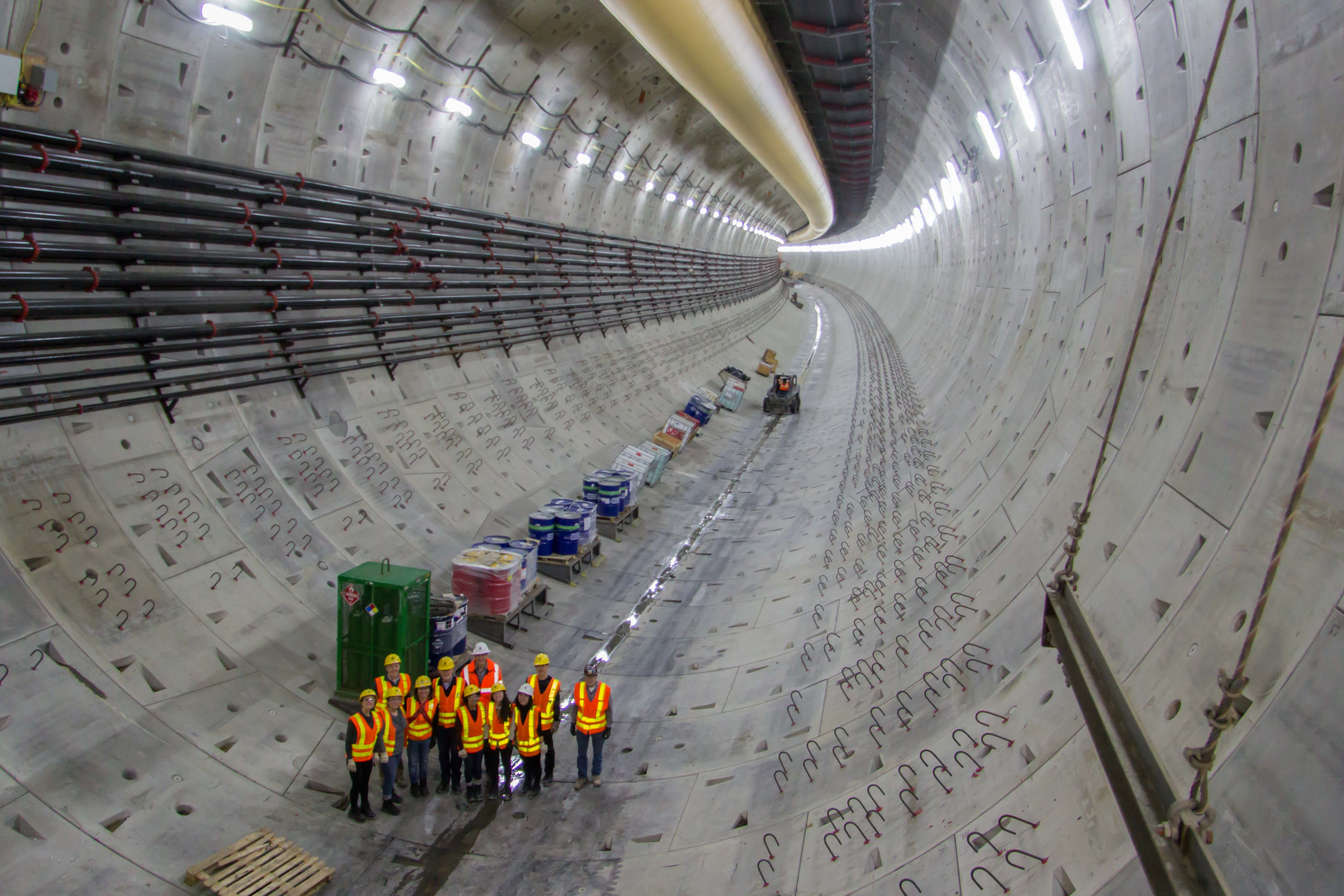
Paredes do túnel em janeiro de 2017
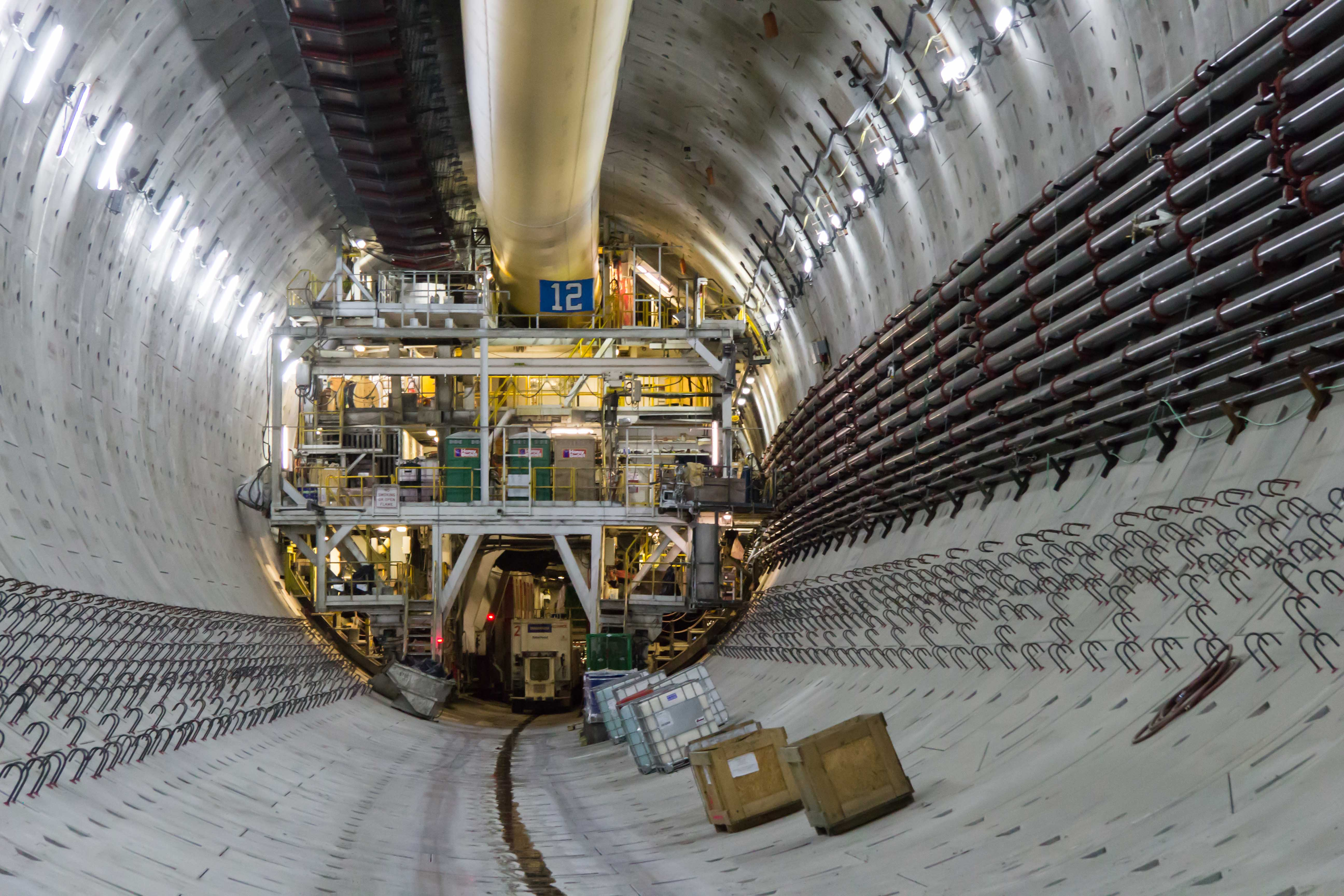
Parte traseira da Bertha c. janeiro de 2017
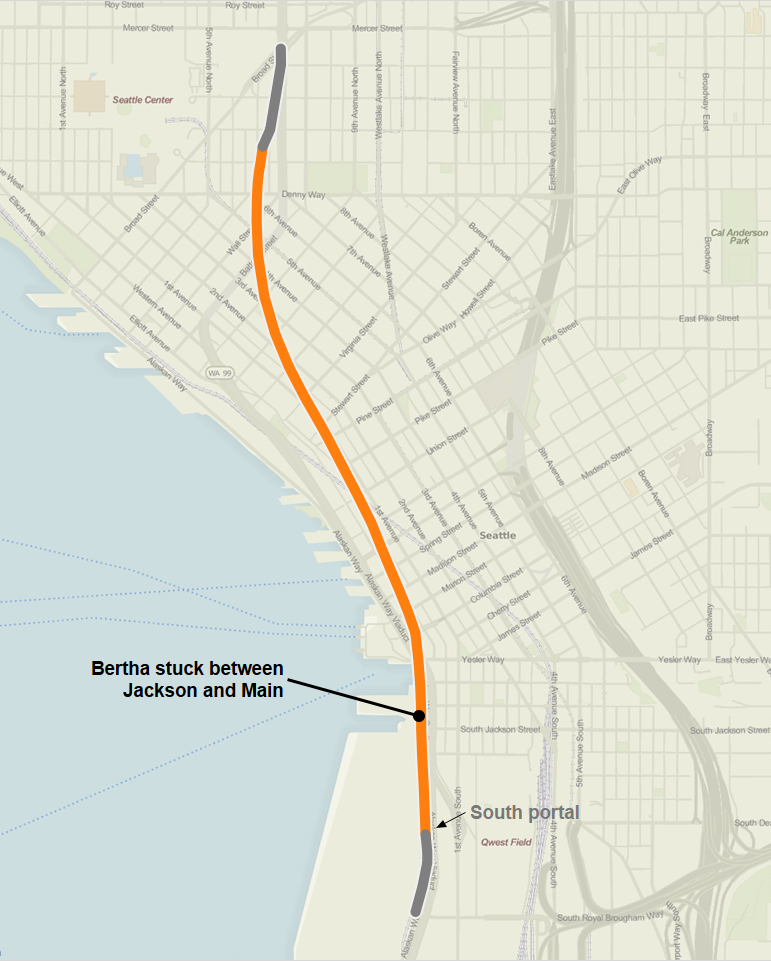
Mapa do traçado onde a tuneladora realizou a obra da SR 99